# じねんじゃー
じねんじゃーは、千葉県白井市の非公認キャラクター。白井市の特産品である「しろいの自然薯」をモチーフとしている。誰からも頼まれていないのに、白井市を「おもしろい市」にするために勝手に活動している。正式名は「しろい地底王国忍者じねんじゃー」

## 来歴
千葉県白井市の地底にあるという地底王国（通称：ねばーランド）のトロロ姫が何者かにさらわれた。王国の忍者じねんじゃーは、必死に応戦したが謎の強敵の攻撃を受け、命からがら白井市の自然薯（じねんじょ）畑に脱出した。優しい農家に助けられたじねんじゃーは、パワーの源となる最強の武器『しろいの自然薯』を授かり、トロロ姫救出への特訓を開始した。
（しかし、一向にトロロ姫が見つかる気配はない。）

## 中の人
ものまね芸人ホリ (タレント)の同級生

## 活動
- 2014年　
  - 白井市職員・白井市市民により手作りで制作される。
  - ゆるキャラグランプリにエントリー申請するも却下される。
- 2015年　
  - 9月19日−日本テレビ『マツコとマツコ』に出演
  - ゆるキャラグランプリ出場　1070位
- 2016年
  - 2月5日–テレビ東京『所さんの学校では教えてくれないそこんトコロ!』出演
  - 9月25日–日本テレビ『シューイチ』で紹介される。
  - 6月28日–千葉テレビ『白黒アンジャッシュ』で紹介される。
  - 10月10日–Bayfm78 「THE BAY☆LINE」出演
  - ゆるキャラグランプリ出場　416位
- 2017年
  - 11月09日－千葉Walker2018冬号　”いろは”でキャラクター掲載
  - 11月11日－千葉日報新聞　着ぐるま～ず紹介記事掲載
  - 12月12日−千葉テレビ『シャキット』出演
  - 9月3日–富士山登頂
  - ゆるキャラグランプリ出場　40位
- 2018年　
  - 1月07日－FM市川うらら　うっほ菅原ジオ新　前編放送
  - 1月21日－FM市川うらら　うっほ菅原ジオ新　後編放送
  - 6月5日–AbemaTV『リアルカイジ』出演
  - 11月25日–AbemaTV『爆走!!ゆるキャラレーシング』出演　優勝
- 2019年　
  - 01月14日－東京ドームシティ　ふるさと祭り東京2019　出演
  - 02月15日－NHK千葉放送局　ひるどき情報ちば（ラジオ）　出演
  - 11月11日−千葉テレビ『はじめまして！僕、新浜レオンです！！』出演
- 2020年
  - 01が19日－東京ドームシティ　ふるさと祭り東京2020　出演
  - 9月9日−フジテレビ『ホンマでっか!?TV』出演
  - ゆるキャラグランプリ　10位
- 2021年
  - 6月15日−J:COM『ナイツ塙 東関東人図鑑』出演
  - 8月20日-千葉テレビ『市町村てくてく散歩』ホリと共演
  - 12月15日-J:COM 『ライブニュース』出演
- 2022年
  - 4月22日-TBS 『ザ・ベストワン』 写真紹介
  - 12月16日－千葉テレビ『市町村てくてく散歩』　吉川七瀬／山内瑞葵と共演
- 2023年
  - 01月22日－東京ドームシティ　ふるさと祭り東京2023　出演
  - 6月19日-東京新聞  ＜ひとキラリ＞掲載

- 2024年
  - 01月31日－らーばんネット『しろいナウ』　出演
  - 02月09日－千葉テレビ　『ちば朝ライブ・モーニングこんぱす』　出演
  - 02月11日－ホリ25周年ライブ『本人不在』　出演
  - 03月10日－東京ドームシティ　ご当地ふるさとウィークエンド　出演
  - 10月13日－TBS『週刊さんまとマツコ』　写真紹介

## 特技
おなら、逆立ち、くるくる葉っぱ、伸びるわき毛

## 口ぐせ
ありがとろろー、じょじょじょ、ねばねばねばーギブアップ（たまに訛る）

## 仲間たち
着ぐるみで地域を活性化しようとする任意団体『着ぐるま～ず』に所属。じねんじゃーのほかに、ナッシー号マン、白い大根くん、びゃくしん大魔王、黒星仮面、赤星レディ、スカイロケットマンなどのキャラクターが、白井市を拠点に活動している。